# جيمس غلاسر
جيمس غلاسر (بالإنجليزية: James Glaser)‏ هو صحفي أمريكي، ولد في 25 يونيو 1899، وتوفي في 1985.